# Venetian Snares
Venetian Snares (właśc. Aaron Funk) (ur. 11 stycznia 1975) – kanadyjski twórca muzyki elektronicznej.
Funk zadebiutował w 1999 dwunastocalowym winylem Greg Hates Car Culture. Od 1992 wydawał swoją muzykę na kasetach magnetofonowych.

## Dyskografia

### Albumy
- Eat Shit And Die (1998, wraz z DJ Fishead, własne wydanie).
- Spells (1998, własne wydanie).
- Subvert! (1998, własne wydanie).
- printf("shiver in eternal darkness/n"); (2000, Isolate Records).
- Making Orange Things (2001, Planet Mu).
- Songs About My Cats (2001, Planet Mu).
- Doll Doll Doll (2001, Hymen Records).
- Higgins Ultra Low Track Glue Funk Hits 1972–2006 (2002, Planet Mu).
- 2370894 (2002, Planet Mu).
- Winter in the Belly of a Snake (2002, Planet Mu).
- Find Candace (2003, Hymen Records).
- The Chocolate Wheelchair Album (2003, Planet Mu).
- Huge Chrome Cylinder Box Unfolding (2004, Planet Mu).
- Winnipeg Is a Frozen Shithole (2005, Sublight Records).
- Rossz Csillag Alatt Született (2005, Planet Mu).
- Meathole (2005, Planet Mu).
- Cavalcade of Glee and Dadaist Happy Hardcore Pom Poms (2006, Planet Mu).
- Hospitality (2006, Planet Mu).
- My Downfall (Original Soundtrack) (2007, Planet Mu).
- Detrimentalist (2008, Planet Mu).
- Filth (2009, Planet Mu).
- My So-Called Life (2010, Timesig)[1].
- My Love Is a Bulldozer (2014, Planet Mu).
- Thank you for your consideration (2015, wydanie własne).
- Traditional Synthesizer Music (2016, Planet Mu).
- Venetian Snares x Daniel Lanois (2018, Timesing)[2]
- She Began To Cry Tears Of Blood Which Became Little Brick Houses When They Hit The Ground (2018, wydanie własne)[3]

### 12″s, 7″s, EP-ki i mini-wydania
- Fake:Impossible (1997, własne wydanie).
- Greg Hates Car Culture (1999, History of the Future).
- Salt (2000, Zhark International).
- 7 Sevens.med EP (2000, Low Res).
- White Label (2001, Hangars Liquides).
- Defluxion / Boarded Up Swan Entrance (2001, Planet Mu).
- Shitfuckers!!! (2001, Dyslexic Response).
- The Connected Series #2 (collaboration with Cex) (2001, Klangkrieg).
- A Giant Alien Force More Violent & Sick Than Anything You Can Imagine (2002, Hymen Records).
- Badminton (2003, Addict Records).
- Einstein-Rosen Bridge (2003, Planet Mu).
- Nymphomatriarch (2003, Hymen Records).
- Moonglow / This Bitter Earth (2004, Addict Records).
- Horse and Goat (2004, Sublight Records).
- Infolepsy EP (2004, Coredump Records).
- Pink + Green (2007, Sublight Records).
- Sabbath Dubs (2007, Kriss Records).
- Miss Balaton (2008, Planet Mu).
- Horsey Noises (2009, Planet Mu).
- Cubist Reggae (2011, Planet Mu).
- Affectionate (2012, własne wydanie).
- Greg Hates Car Culture (20th Anniversary) (2019, History Of The Future)[4]